# Rio Burduja
O Rio Burduja é um rio da Romênia, afluente do Rio Urechioiu, localizado no distrito de Botoşani.